# Tauern Autobahn
Die Tauern Autobahn A 10 ist eine wichtige Nord-Süd-Achse in Österreich. Sie führt vom Knoten Salzburg an der West Autobahn (A 1) über die Tauern zum Knoten Villach mit der Süd Autobahn (A 2) und mündet dort in die Karawanken Autobahn (A 11). Die Tauern Autobahn bildet mit der Inntal Autobahn (A 12), der Brenner Autobahn (A 13) und der Pyhrn Autobahn (A 9) eine der wichtigsten Nord-Süd-Achsen und Alpentransitrouten Österreichs. Über die gesamte Strecke der A 10 verläuft die Europastraße 55 (Dänemark – Griechenland), sowie im Südabschnitt auch die E 66 als West-Ost-Alpentransitachse (Südtirol – Südostungarn).
Die Länge beträgt etwa 183,3 km (zählt man die Zubringer dazu, sind es etwa 193,7 km), davon werden 24 km in vierzehn Tunneln geführt. Die bekanntesten sind der Tauerntunnel (ca. 6,8 km) und der Katschbergtunnel (ca. 5,9 km).
Heute zählt die Tauern Autobahn zu den wichtigsten Nord-Süd-Verbindungen über die Alpen, was an den starken Reisewochenenden im Sommer regelmäßig zu Staus führt. Im Juni 2011 wurde die zweite Röhre des Tauerntunnels freigegeben, womit die Autobahn nach 40 Jahren Wartezeit auf ganzer Länge vierspurig wurde.

## Verlauf
Die A 10 beginnt westlich der Stadt Salzburg, östlich der ehemaligen Grenzstation Walserberg, wo sie am Knoten Salzburg von der West Autobahn (A 1) abzweigt. Sie verläuft dann südwärts, durch den Flachgau und den Tennengau bei Hallein. Am Pass Lueg überwindet sie einen ersten Talpass, zwischen Hagengebirge und Tennengebirge, mit zwei Tunneln (Ofenauertunnel, Hieflertunnel). Von nun an steigt die Autobahn am rechten Talhang bergauf bis zum Knoten Pongau, nahe Bischofshofen, wo die Pinzgauer Straße (B 311) nach Westen Richtung Zell am See und Tirol abzweigt.
Im Anschluss schwenkt sie ostwärts in das Fritztal ein, dem sie hoch über dem tief eingegrabenen Gewässer am Nordhang folgt, und bei Eben im Pongau wieder Richtung Süden abbiegt. Im Bereich Altenmarkt/Radstadt zweigt die Ennstal Straße (B 320) in Richtung Osten nach Schladming bzw. zur Pyhrn Autobahn (A 9) ab.
Durch das Flachautal der Enns führt die Tauern Autobahn südwärts hinauf zum mittlerweile ebenfalls zweiröhrigen, 6,4 km langen Tauerntunnel, an dessen Südportal der Hochpunkt (1340 m Seehöhe) der Tauern Autobahn liegt. Nach Passieren des Alpenhauptkamms unter dem Radstädter Tauern hindurch geht es weiter in den Lungau (zunächst durch das Zederhaustal) bis St. Michael, wo an der Südflanke des Murtals nach kurzem Anstieg der der 5,9 km lange Katschbergtunnel folgt; in diesem ist die Landesgrenze zwischen Salzburg und Kärnten erreicht. Der Abschnitt um Tauerntunnel und Katschbergtunnel ist eine Sondermautstrecke.
Hoch über dem Liesertal (meist an dessen Ostflanke trassiert) erreicht die A 10 den Knoten Spittal/Millstätter See, wo ein Autobahnzubringer in Richtung Millstätter See (Osten) bzw. zur Drautal Straße (B 100) in Richtung Ost- und Südtirol (Westen) führt. Von der B 100 her führt die Europastraße 66 auf die A 10 Richtung Villach.
Nach Durchstoßen des Höhenrückens zwischen Millstätter Becken und Querung des Drautals geht es durch das Drautal an der südlichen Talflanke abwärts in südöstlicher Richtung (Bezirk Villach-Land). Die Tauern Autobahn umfährt die Stadt Villach nördlich durch den 4,3 km langen Oswaldibergtunnel, endet am Ausgang des Unterdrautals östlich von Villach am Knoten Villach bei der Süd Autobahn (A 2) und mündet in die Karawanken Autobahn (A 11).

## Brücken
Der Talübergang Kremsbrücke ist knapp 90 Meter hoch und einen Kilometer lang.

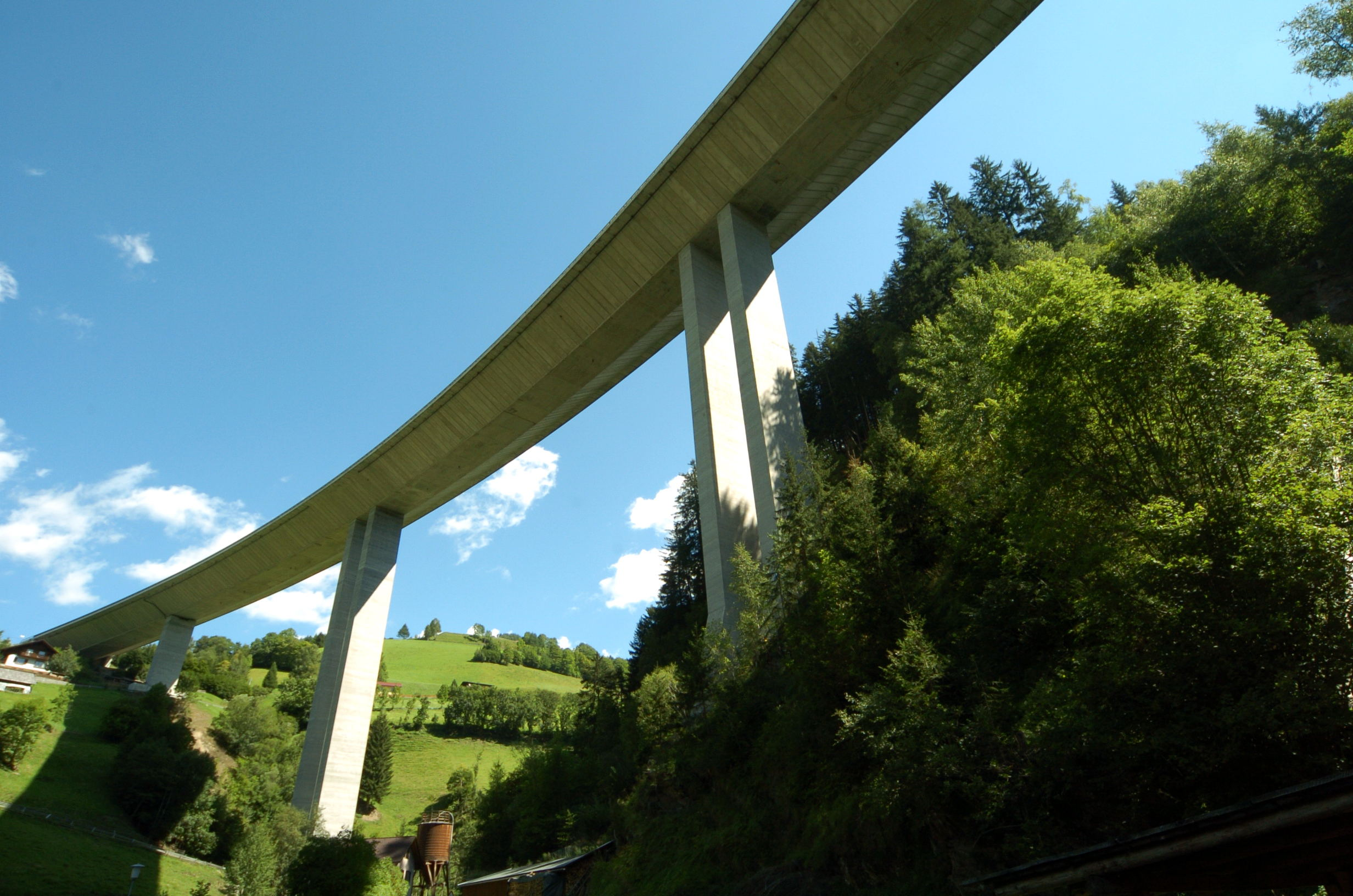
Hangbrücke Kremsbrücke mit 2600 m Länge
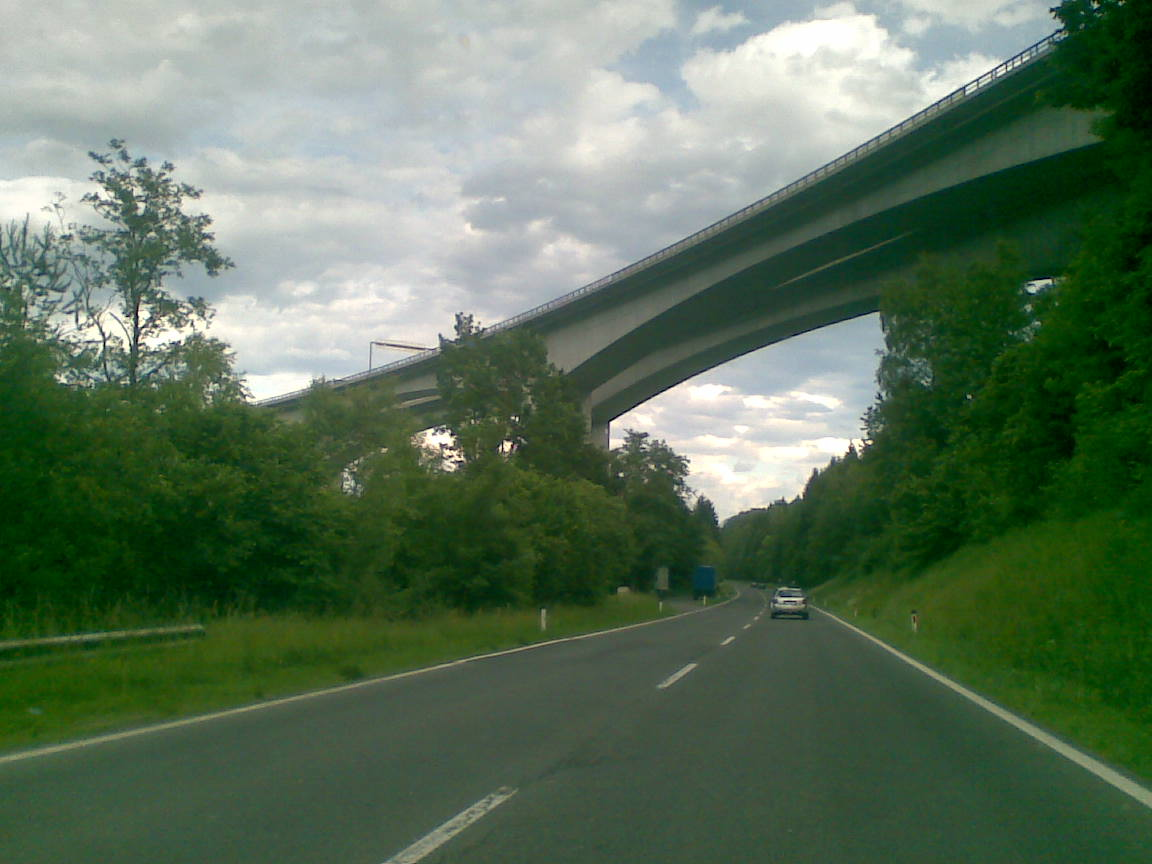
Gummerner Brücke über die Drautal Straße zwischen Villach und Weißenbach
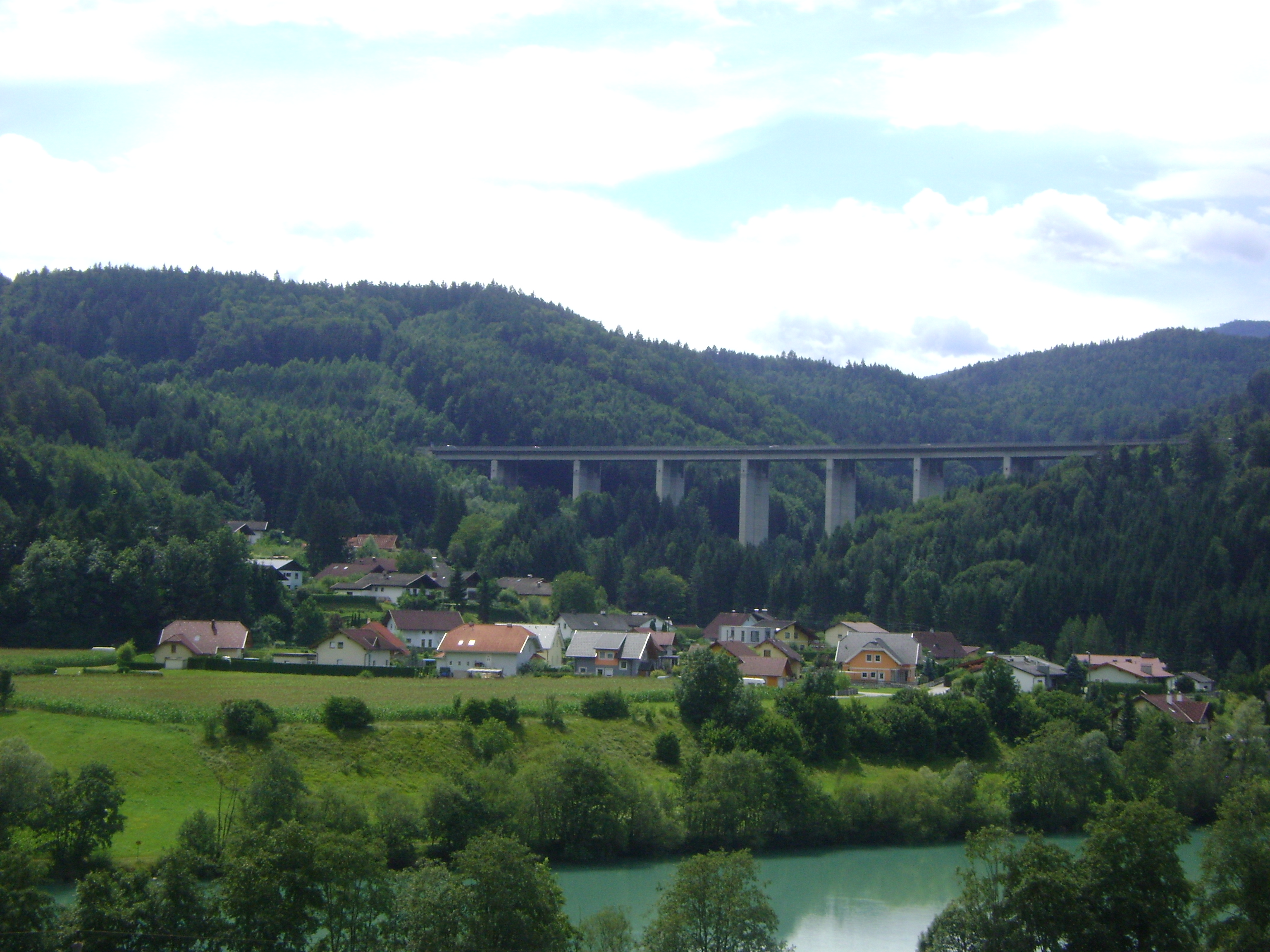
Talübergang Weißenbach

## Betrieb

### Sondermaut

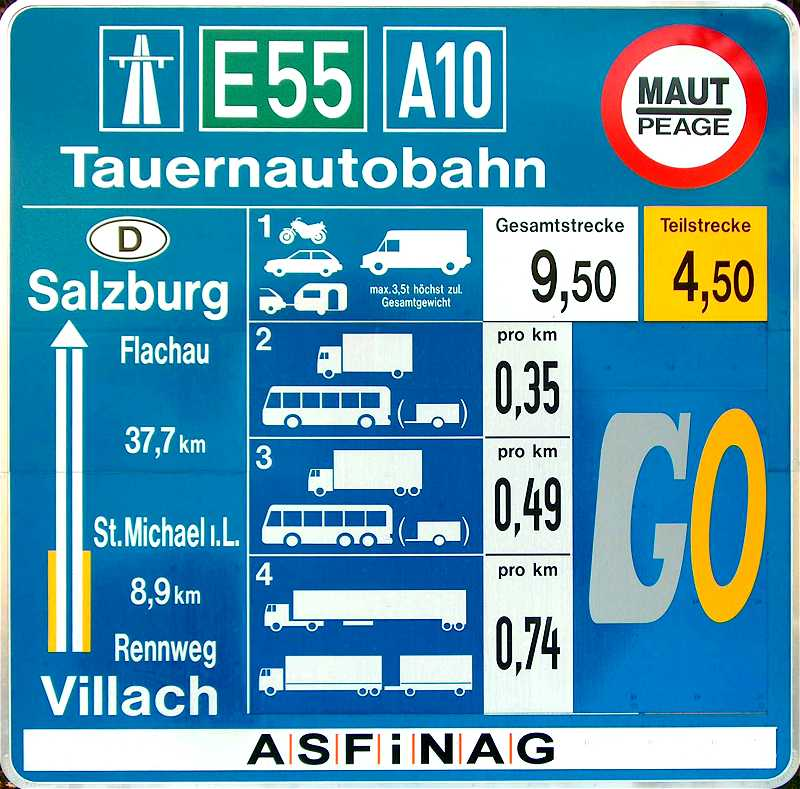
Mautinformation (St. Michael/Lungau, Preise von 2005)

Im Bereich des Tauern- und Katschbergtunnels ist die Strecke eine Sondermautstrecke. In diesem Bereich entfällt für die Kraftfahrzeuge bis 3,5 Tonnen die Vignettenpflicht, anstelle derer eine Streckenmaut zu entrichten ist. Die Maut kann entweder in bar, mit Kreditkarte, Tankkarte oder Maestro-Card (Bankomatkarte) an der Mautstelle bezahlt werden. Alternativ kann die Mautgebühr auch über das Videomaut-System im Voraus bezahlt werden. Für Vielfahrer besteht außerdem die Möglichkeit, eine Jahreskarte zu erwerben. Für einheimische Pendler entfällt die Maut.
Die Vignettenpflicht entfällt nur zwischen den Anschlussstellen der Sondermautstrecke. Befahren anderer Abschnitte der Tauern Autobahn ohne Vignette ist strafbar.
Derzeit (Stand 2025) kostet eine Fahrt durch den Tauern- und Katschbergtunnel für einen PKW 14,50 Euro, für bestimmte kürzere Teilabschnitte (St. Michael--Rennweg, St. Michael--Flachau, Zederhaus--Flachau) nur 7,50 Euro.
Kraftfahrzeuge über 3,5 Tonnen bezahlen die Maut über die GO-Box des österreichischen Lkw-Maut-Systems.

### Geschwindigkeitsbeschränkungen
Die erste Teilstrecke von Salzburg bis Golling unterlag ab 2005 dem Immissionsschutzgesetz – Luft (IG-L) und war zunächst durchwegs und ab 2015 abhängig von der Luftsituation auf 100 km/h beschränkt. Diese Beschränkung wurde auf Grund der verbesserten Luftsituation, durch die gewährleistet ist, dass die Immissionsschutzgrenzwerte auch ohne Tempolimit eingehalten werden, aufgehoben. Der Abschnitt zwischen Tauern- und Katschbergtunnel ist aus Umweltschutzgründen auf 100 km/h beschränkt. Für alle Streckenteile, die auf denen nicht ohnehin eine niedrigere Geschwindigkeitsbeschränkung gilt, gelten in den Nachtstunden 110 km/h.

## Geschichte

### Baugeschichte

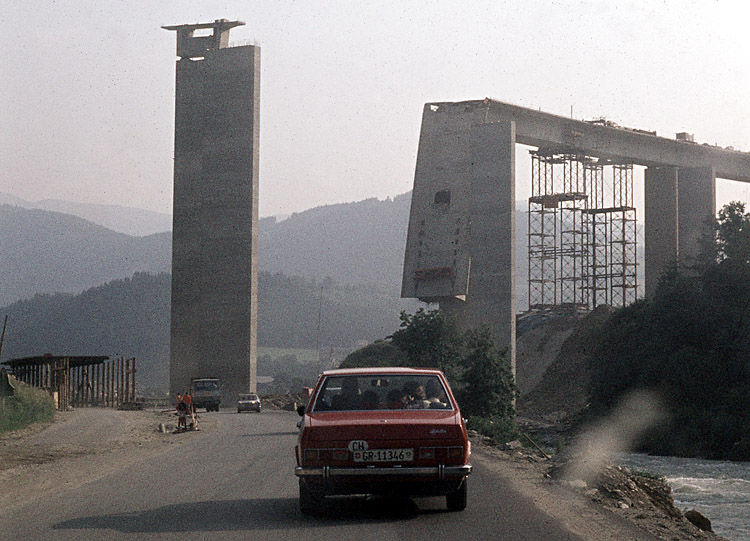
Tauern-Autobahn-Brücke nach dem Unfall (Foto: Juni 1975)

Eine genaue Trassenführung der Tauern Autobahn wurde bereits in den Jahren 1938 bis 1942 festgelegt und sie ersetzt im Wesentlichen die Katschberg Straße, die wiederum in groben Zügen auf der Römerstraße Virunum–Iuvavum basiert. Mit dem ersten Spatenstich am 15. Mai 1939 begannen die Bauarbeiten bei Salzburg und bei Spittal an der Drau, mit dem Wolfsbergtunnel bei Spittal wurde begonnen und zahlreiche Zuführungsstraßen errichtet. 1942 wurde aufgrund des Zweiten Weltkriegs der Bau eingestellt.
Durch den steigenden Fremdenverkehr begann man im Jahre 1958 erneut mit Detailplanungen. Es wurde zwar auf schon bestehende Bauwerke zurückgegriffen, wegen neuer Technologien im Tunnel- und Straßenbau ist der Streckenverlauf aber nicht mehr ganz identisch mit der ursprünglichen Planung, so wurde beispielsweise der Katschbergtunnel verlegt.
1968 wurde die Trasse offiziell in die Liste der Autobahnen aufgenommen. Zur Baufinanzierung wurde die Tauernautobahn Aktiengesellschaft (TAAG) gegründet.
Mit dem Bau des schwierigsten Teilstücks, der Scheitelstrecke über die Niederen Tauern und den Katschberg, wurde am 28. Jänner 1971 begonnen: Hier wurden die Ostalpen mit dem 6,4 km langen Tauerntunnel und einer 5,4 km langen Tunnelröhre durch den Katschberg überwunden. 1974 konnte der komplette nördliche Teil inklusive des Katschbergtunnels für den Verkehr freigegeben werden. Der Salzburger Abschnitt bis in das Ennstal brachte seinerzeit für die Gastarbeiterroute (die ehemalige Europastraße 5), die Haupttransitroute des Gastarbeiter-Urlaubsverkehrs in die Balkanländer und weiter nach Griechenland und die Türkei, die ab 1969 zum Problem geworden war, eine erste Erleichterung.
Am 16. Mai 1975 brach südlich von Gmünd ein Teil des im Bau befindlichen Tragwerks, für 500 m Spannweite über das Liesertal ab. Die Baufirma hatte den Beton nicht lange genug aushärten lassen. Der 280 Tonnen schwere Schalwagen stürzte um 3.30 Uhr MEZ zusammen mit elf Arbeitern rund 50 Meter in die hochwasserführende Lieser. Ein Arbeiter überlebte das Unglück schwerverletzt, die anderen zehn konnten nur noch tot geborgen werden. Heute steht hier ein Denkmal.
Die Eröffnung der Südrampe erfolgte am 28. Juni 1980. Für diesen Teil wurden 12 Autobahnkilometer auf insgesamt 254 bis zu 83,7 m hohen Pfeilern errichtet; am Pressingberg entstand die seinerzeit mit 2,6 km längste Hangbrücke Europas. Damit war die 146,5 km lange Strecke von Salzburg nach Spittal fertiggestellt; ab 1983 wurde die Autobahn durch das Drautal bis nach Villach verlängert.

### Chronologie der Eröffnungen

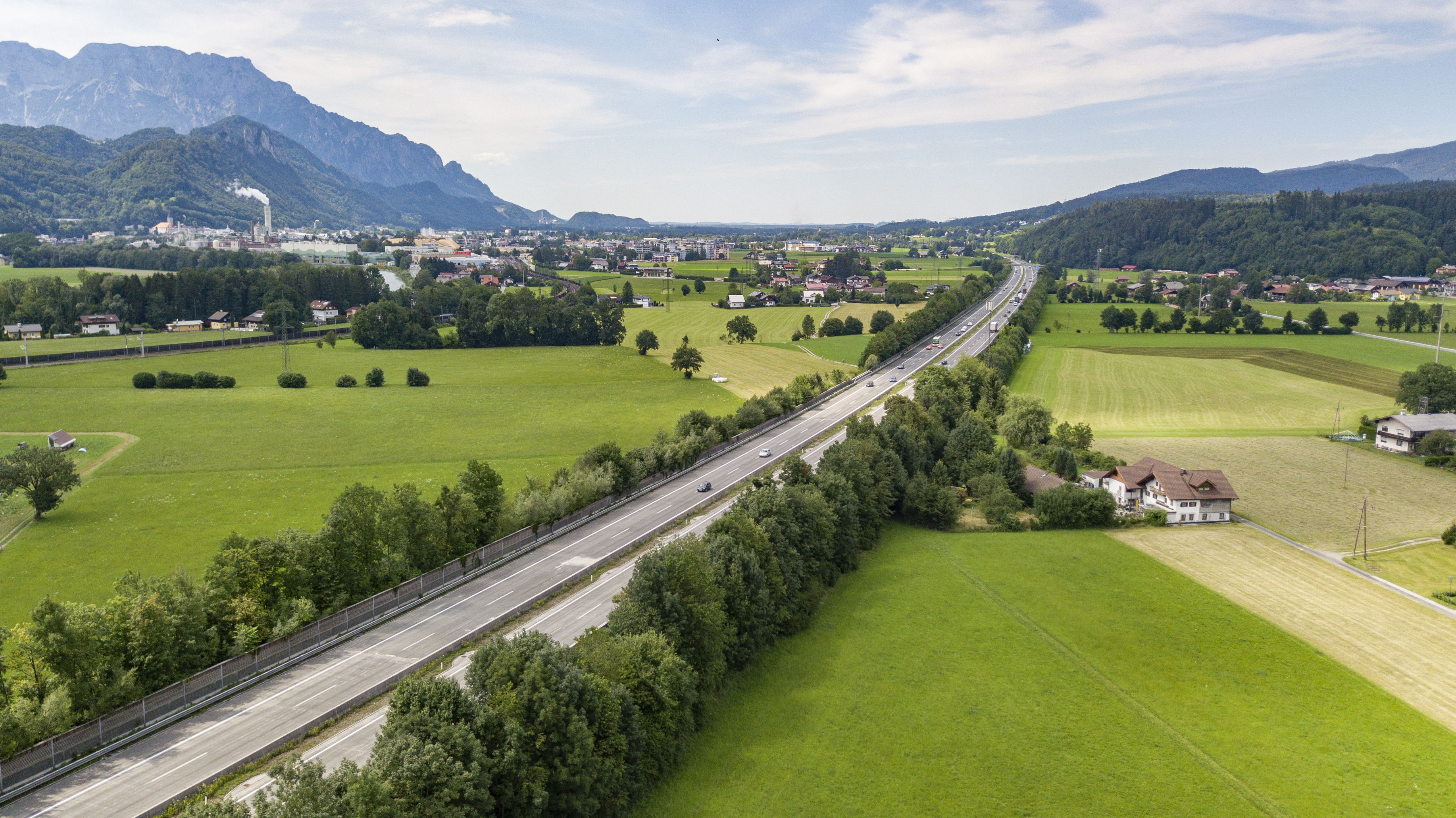
Verlauf der A10 bei Bad Vigaun.

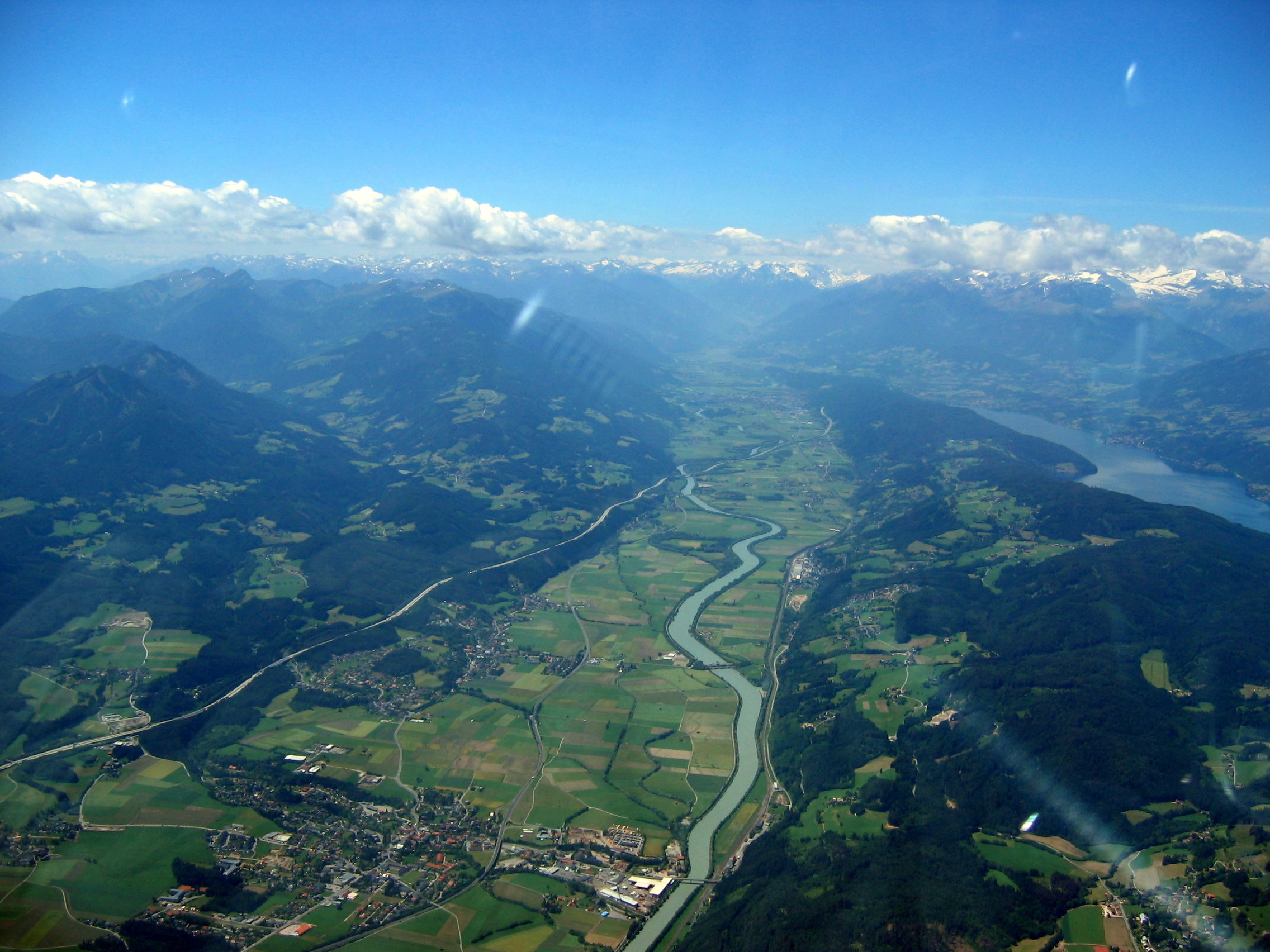
Verlauf der A10 im unteren Drautal zwischen Spittal/Drau und Villach.

Die Eröffnungsdaten der Baulose:
13. September 1941: Knoten Salzburg – ASt Salzburg Süd (7,542 km)
15. Juli 1959: ASt Salzburg Süd – Niederalm (1,100 km)
29. Juni 1968: ASt Hallein – HASt Kuchl (5,854 km)
4. Juni 1970: Niederalm – ASt Hallein (6,724 km)
28. Juli 1972: HASt Kuchl – Ast Golling (5,885 km)
30. Juni 1973: Knoten Spittal/Millstättersee – ASt Spittal/Drau Ost (7,300 km)
30. Juni 1973: Knoten Spittal/Millstättersee – Lendorf (4,185 km)
10. Oktober 1974: ASt Golling – ASt Pass Lueg (6,141 km, Ofenauer-/Hieflertunnel)
21. Dezember 1974: ASt Michael/Lungau – ASt Rennweg (8,860 km, Katschbergtunnel)
21. Juni 1975: ASt Eben/Pongau – ASt St. Michael/Lungau (44,071 km, Tauerntunnel)
2. Juli 1976: Lieserhofen – Knoten Spittal/Millstättersee (1,940 km)
2. Juli 1976: ASt Gmünd-Maltatal – Knoten Spittal/Millstättersee (9,638 km)
25. Oktober 1977: ASt Paß Lueg – HASt Werfen (8,747 km, Brentenberg-/Zetzenberg-/Helbersbergtunnel)
8. Juni 1978: Villach Ost – Knoten Villach (0,600 km)
27. Juli 1978: ASt Rennweg – Rauchenkatsch (rechte RFB; 4,400 km)
31. August 1978: ASt Rennweg – Rauchenkatsch (linke RFB; 4,400 km)
30. Juni 1979: HASt Werfen – Knoten Pongau (rechte RFB; 5,000 km)
30. Juni 1979: Knoten Pongau – ASt Eben/Pongau (12,467 km)
25. Oktober 1979: HASt Werfen – Knoten Pongau (linke RFB; 5,000 km)
27. Juni 1980: Rauchenkatsch – ASt Gmünd – Maltatal (12,534 km)
1986: Knoten Pongau – Bischofshofen (3,680 km)
3. Juli 1986: ASt Spittal/Drau Ost – ASt Villach West (26,195 km)
28. Juni 1988: ASt Villach West – Knoten Villach (9,864 km)

### Staus und Tunnelausbau

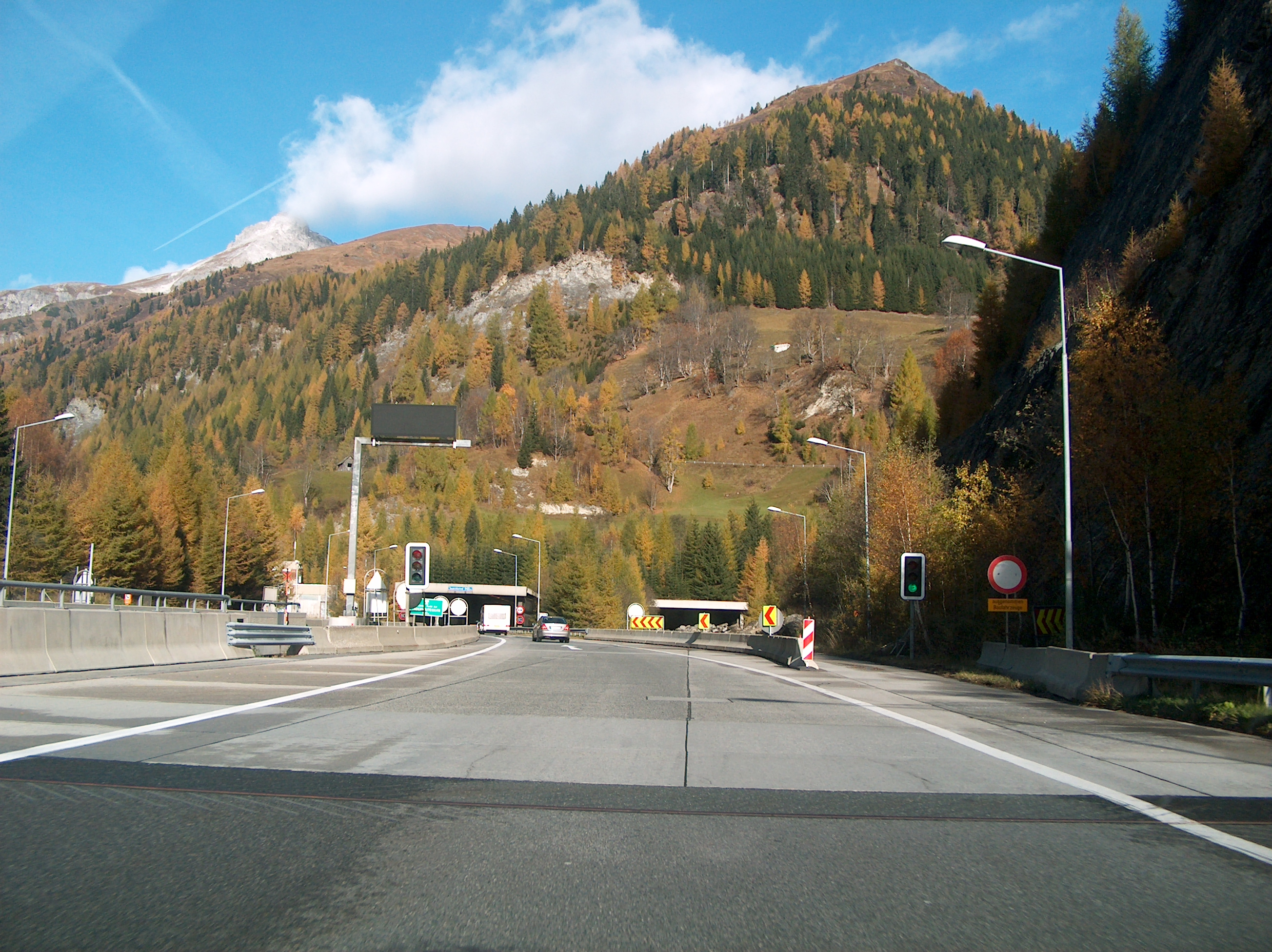
Tauerntunnel Südportal vor dem Ausbau

Da die Tauern Autobahn eine Hauptachse von Deutschland nach Italien (Adria) und Slowenien ist, kommt es zu Ferienbeginn bzw. -ende sowie an starken Reisetagen regelmäßig zu kilometerlangen Stauungen und damit zu stundenlangen Wartezeiten vor dem Tauerntunnel und dem Katschbergtunnel. Um den Verkehrsfluss zu erhöhen, wird regelmäßig die Blockabfertigung aktiviert.
Den mit 40 Kilometern längsten Stau vor dem Tauerntunnel gab es am 2. August 2008 in Richtung Süden. Bereits ab Mitternacht wurde der Verkehr blockweise abgefertigt – die Anfahrtszeit betrug bis zu sechs Stunden.
Ab 2005 wurden beide Tunnel mit einer zweiten Röhre ausgestattet und nach deren Fertigstellung die alte Röhre saniert und der Verkehr durch die neue Röhre geführt. Der Katschbergtunnel ist seit dem 30. April 2009 zweiröhrig befahrbar, der Tauerntunnel seit dem 30. Juni 2011. Die Gesamtkosten für den Ausbau beider Tunnel betrugen 324 Millionen Euro.
Am 30. Juli 2011 kam es vor dem Oswaldibergtunnel, der Nordumfahrung von Villach, zu einem 60 Kilometer langen Stau: Nach Fertigstellung der zweiten Röhre des Tauerntunnels und dem Ende der Blockabfertigung kommen nun viel mehr Autos in kürzerer Zeit in den Süden. Der Knoten Villach mit nur einer Abbiegespur in Richtung Italien und Slowenien war dem großen Verkehrsaufkommen nicht gewachsen.
Um befürchteten Umgehungsverkehr bei Staus zu verhindern, folgte im Jahr 2019 das Land Salzburg dem Land Tirol und sperrte in den Ferienmonatswochenenden tagsüber die Abfahrten für den Durchzugsverkehr zwischen Puch und St. Michael im Lungau in beiden Fahrtrichtungen.

### Einhausungen
Im Zuge der zweiten Röhre des Tauerntunnels wurde im Raum Zederhaus vier Jahre an einer Einhausung gearbeitet: Dieser Ort liegt in einem engen Tal und wurde durch das hohe Verkehrsaufkommen extrem belastet. Die Autobahn passierte die langgezogenen Ortslagen auf Höhe der Häuser in wenigen Dutzend Metern Entfernung, eine Situation, die selbst mit Lärmschutzwänden nicht befriedigend gelöst hätte werden können. Im März 2017 konnte die Einhausung in Betrieb genommen werden.

### Tempolimit 160 km/h – Versuche
Von 2. Mai bis 30. Juni 2006 war auf der Tauern Autobahn zwischen Spittal an der Drau und Paternion eine Höchstgeschwindigkeit von 160 km/h erlaubt. Diese wurde per Section Control überwacht. 160 km/h wurde nur am Tag von 5:00 bis 22:00 Uhr bei optimalen Bedingungen freigegeben. Waren die Bedingungen nicht optimal, wurde eine niedrigere Höchstgeschwindigkeit angezeigt. Bei sehr schlechten Verhältnissen wurde das Tempolimit auf bis zu 80 km/h gesenkt. In den Nachtstunden zwischen 22:00 und 5:00 Uhr galt eine 110-km/h-Beschränkung. Am 6. November 2006 startete ein erneuter, zweimonatiger Test, um Tempo 160 auch in der kalten Jahreszeit zu testen.
Diese Strecke wurde „160er Teststrecke“ genannt, bei der man herausfinden wollte, ob es zweckmäßig ist, höhere Geschwindigkeiten als 130 km/h zu erlauben. Das Projekt wurde vor allem vom damaligen Verkehrsminister Hubert Gorbach vorangetrieben, der sich von der Flexibilisierung der Geschwindigkeiten nach unten und oben mehr Sicherheit und weniger Unfälle erwartete. Außerdem sollte durch ein Freigeben der Geschwindigkeit nach oben die Akzeptanz der Autofahrer für niedrigere Limits steigen. Von der Opposition erntete Hubert Gorbach massive Kritik für sein Vorhaben. Da er aber eine schweigende Mehrheit hinter sich wähnte, hielt Gorbach an seinen Plänen fest. Auch aus den Reihen der Regierung erntete der Verkehrsminister Kritik, so zum Beispiel vom damaligen Umweltminister Josef Pröll oder dem damaligen Kärntner Verkehrsreferenten Landesrat Gerhard Dörfler, der sich aber später für den Test aussprach.
Der Nachfolger von Hubert Gorbach als Verkehrsminister, Werner Faymann, verfolgte das Thema „Tempo 160“ nicht weiter.

### Größere Sperren und Unfälle
Am 30. September 1988 gegen 4:35 Uhr rammte ein Tankwagen einen unbeleuchteten, beim Kroislerwandtunnel Richtung Salzburg stehenden Wohnwagen. Fünf Italiener im Alter zwischen 19 und 23 Jahren wurden getötet, eine 18-jährige überlebte schwerst verletzt. Der 22-jährige Lkw-Lenker, der als Unfallursache Sekundenschlaf angab, blieb unverletzt.
Im Mai 1999 kam es zu einem Unfall und Großbrand im Tauerntunnel, bei dem zwölf Menschen ums Leben kamen – zuvor hatte es im März desselben Jahres im französisch-italienischen Mont-Blanc-Tunnel einen ähnlich verheerenden Brand gegeben. Eine monatelange Sperre beeinträchtigte den Verkehr, die Folge war u. a. eine sehr weiträumige Umleitung für LKW. Aus Anlass des Unglücks wurde der Bau einer zweiten Tunnelröhre in Angriff genommen und die Sicherheitsstandards neu überarbeitet – nach deren Eröffnung gehörte der Tauerntunnel zu den sichersten Tunnels Europas.
Am 2. November 2004 kurz vor 4:00 Uhr früh kam ein kroatischer Pkw-Lenker infolge Sekundenschlafs beim Autobahnknoten Salzburg von der Fahrbahn ab und prallte gegen einen Baum. Während sich der Fahrer schwer verletzt befreien konnte, verbrannten dessen zwei Fahrgäste im Wrack. Gegen 4:45 Uhr kam es dann im Rückstaubereich zu einem weiteren Unfall, als ein ungarischer Sattelzug auf einen vor ihm stehenden türkischen Sattelschlepper auffuhr. Dabei kamen die beiden Insassen des ungarischen Schwerfahrzeugs ums Leben, der türkische Lenker wurde verletzt.
Im Oktober 2006 hatte sich die Altersbergbrücke zwischen Spittal und Gmünd nach einer Überfahrt eines Schwertransporters stark verformt, worauf die Autobahn auf diesem Streckenabschnitt für mehrere Wochen gesperrt wurde.
Nach dem Hochwasser in Mitteleuropa 2013 war die Tauernautobahn wegen eines Erdrutschs gesperrt.

### Tunnelsanierung ab 2023
Seit September 2023 saniert die ASFINAG alle 5 Tunnels zwischen Golling und dem Knoten Pongau. Die Arbeiten werden in 20 Monaten (mit einer Unterbrechung im Sommer 2024) durchgeführt und wurden im Juni 2025 abgeschlossen. Im Anschluss werden ab 2027 der Tauern- und der Katschbergtunnel saniert.